# Keep It Gangsta
Keep It Gangsta — другий спільний альбом американських реперів MC Eiht і Spice 1, виданий 21 лютого 2006 р. лейблом Real Talk Entertainment. Виконавчий продюсер: Деррік Джонсон. Продюсери: Big Hollis (№ 1-5, 7, 13), Fireworkz (№ 14), Kreep (№ 12), Трон Тріз (№ 6, 8, 10, 11), Вінс Ві (№ 9). «That's the Way Life Goes» також увійшла до The Pioneers (2004).

## Список пісень
1. «Spit at Em'» — 0:28
2. «No One Else» — 4:15
3. «Raw wit It» — 4:23
4. «The Bossilini» — 1:16
5. «187 Hemp» — 2:54
6. «I'm Original» — 3:30
7. «No Chit Chat» — 4:34
8. «Let It Blow» — 3:57
9. «They Just Don't Know» — 3:40
10. «The Warning» — 0:27
11. «Revenge» — 4:03
12. «Ohh Shit» — 4:16
13. «Less Than Nothing» — 0:41
14. «That's the Way Life Goes» (бонус-трек) — 4:37